# Wydział Fizyki Uniwersytetu w Białymstoku
Wydział Fizyki Uniwersytetu w Białymstoku – jeden z piętnastu wydziałów Uniwersytetu w Białymstoku. Funkcjonuje od 1 września 2007 r. po podziale Wydziału Matematyczno-Fizycznego Uniwersytetu w Białymstoku na dwie jednostki: Wydział Fizyki i Wydział Matematyki i Informatyki. 
Od 2015 roku siedziba wydziału mieści się przy ulicy Ciołkowskiego 1L w kampusie uniwersyteckim. Do tego czasu przez wydział zajmował budynki przy ulicy Lipowej 41.

## Historia
- Lata 50. XX w. – kształcenie nauczycieli fizyki w Studium Nauczycielskim
- 1968 – Zakład Fizyki na Wydziale Matematyczno-Przyrodniczym Filii Uniwersytetu Warszawskiego w Białymstoku
- 1981 – Katedra Fizyki
- 1993 – Instytut Fizyki
- 1997 – Wydział Matematyczno-Fizyczny Uniwersytetu w Białymstoku
- 1999 – Instytut Fizyki Doświadczalnej i Instytut Fizyki Teoretycznej
- 2007 – Wydział Fizyki bez struktury instytutowej
- 2014–2015 – przeprowadzka wydziału z ul. Lipowej 41 do nowego kampusu Uniwersytetu w Białymstoku przy ul. K.Ciołkowskiego 1L

## Kierunki kształcenia
Dostępne kierunki:
- Fizyka gier komputerowych i robotów (studia I stopnia)
- Fizyka (o profilu ogólnym) (studia I stopnia)
- Fizyka medyczna (studia I i II stopnia)
- Fizyka doświadczalna (studia II stopnia)
- Fizyka teoretyczna (studia II stopnia)

## Poczet dziekanów
1. prof. dr hab. Ludwik Dobrzyński (2007–2008)
2. prof. dr hab. Eugeniusz Żukowski (2008–2016)
3. prof. dr hab. Piotr Jaranowski (2016–2020)
4. prof. dr hab. Jan Cieśliński (2020–2024)
5. dr hab. Dariusz Satuła (od 2024)

## Władze wydziału
W kadencji 2024–2028:
| Stanowisko                                              | Imię i nazwisko        |
| ------------------------------------------------------- | ---------------------- |
| Dziekan                                                 | dr hab. Dariusz Satuła |
| Prodziekan ds. ogólnych (Pierwszy Zastępca)             | dr Wojciech Olszewski  |
| Prodziekan ds. promocji i rozwoju                       | dr Krzysztof Gawryluk  |
| Prodziekan ds. studenckich i współpracy międzynarodowej | dr Krystyna Perzyńska  |

## Struktura organizacyjna
| Katedra                                   | Kierownik                         |
| ----------------------------------------- | --------------------------------- |
| Katedra Astrofizyki i Fizyki Teoretycznej | prof. dr hab. Mirosław Brewczyk   |
| Katedra Fizyki Magnetyków                 | prof. dr hab. Andrzej Maziewski   |
| Katedra Fizyki Materii Skondensowanej     | prof. dr hab. Krzysztof Szymański |
| Katedra Metod Matematycznych Fizyki       | prof. dr hab. Jan Cieśliński      |

## Uprawnienia do nadawania stopni naukowych
Wydział ma uprawnienia do nadawania stopnia doktora nauk fizycznych w zakresie fizyki oraz do nadawania stopnia doktora habilitowanego nauk fizycznych w zakresie fizyki.